# Acrotomofilia
L'acrotomofilia (dal greco ἀκρότομος "avere l'estremità tagliata" (da ἄκρον  akron  "estremità" e -τομος  -tomos  da τέμνω  temno  "taglio" ) e φιλία  philia  "amore") è una parafilia che porta il soggetto a provare interesse sessuale verso le persone amputate (la menomazione può essere posseduta dalla nascita o acquisita successivamente).

## Panoramica
Gli acrotomofili possono essere attratti dagli amputati per il loro aspetto o per la somiglianza tra il moncone dell'amputato e un oggetto fallico, o che può essere usato per piacere sessuale. Gli acrotomofili tendono ad apprezzare l'idea di dominare l'amputato durante il sesso e possono anche eccitarsi al pensiero di dover prendersi cura di un amputato.

## Approfondimento
Da una indagine condotta, questi soggetti hanno mostrato preferenza per le amputazioni delle gambe rispetto a quelle delle braccia, di un singolo arto rispetto ad amputazioni doppie, e per amputazioni che lasciano un moncone. 
Secondo Solvang (2007), "I devoti aderiscono alle concezioni standard di attrattiva in tutte le altre questioni al di fuori delle amputazioni". Una spiegazione junghiana per questa parafilia è che possa derivare dal desiderio di risolvere le discontinuità nell'inconscio collettivo mediante la distorsione della rappresentazione geometrica dell'uomo, che tradizionalmente comporta cinque punti, sei quando si concentra sulla sessualità maschile e sette quando si discute di incarnazioni del Logos da certe culture religiose.
L'acrotomofilia può essere associata al disturbo dell'identità dell'integrità corporea (BIID).

## Terminologia
Il termine amelotatismo è stato anche usato per descrivere l'acrotomofilia. La sua controparte è l'apotemnofilia, ovvero il desiderio di subire l'amputazione degli arti. John Money (1977) usò i termini autoapotemnofilia e alloapotemnofilia per descrivere l'interesse erotico di voler essere o apparire un amputato rispetto al desiderio di amputati tra partner sessuali; nessuno dei due termini è stato però ampiamente utilizzato da allora. Il termine teratofilia è usato per descrivere l'eccitazione di persone deformi o mostruose.

## Nei media
Un noto film che tratta il tema dell'acrotomofilia è Boxing Helena.
Nella serie TV "Criminal minds", si parla di acrotomofilia nell'episodio 1 della stagione 10.
Nella serie TV "Dexter", l'acrotomofilia viene menzionata nell'episodio 10 della stagione 1.